# Katia Foucade-Hoard
Katia Foucade, née le 9 mai 1971 à Paris, est une joueuse française de basket-ball évoluant au poste de meneuse. 

## Biographie
Elle a débuté le basket au Paris Université Club (PUC). Elle a rapidement intégré la filière du haut niveau en intégrant l'INSEP avant de rejoindre le Pôle espoirs de St Quentin puis le club de Villeurbanne en ligue féminine. Après deux saisons à l'Association sportive Villeurbanne basket féminin, elle est la première française à rejoindre la prestigieuse Université de Washington à Seattle, USA dans la Pacific-12 Conference. Après un cursus universitaire complet, Katia Foucade rejoint Alain Jardel assisté de  Jacques Commères à Mirande, club français emblématique du basket européen. A l'issue de cette saison, elle prend la direction du Club de Waïti Bordeaux où elle décidera de mettre un terme à sa carrière après une saison en Coupe Ronchetti.
Katia est la mère de Jaylen Hoard, Anaïa Hoard, Elijah Hoard et Leah Hoard
Le 12 août 2017, Anaïa Hoard.est sacrée championne d'Europe U16 FIBA à Bourges. Un an après, elle devient vice-championne du monde U17 le 29 juillet 2018. Apres deux de pole espoir à Montpellier, Elijah Hoard intègre le centre de formation de l'ASVEL. Actuellement à la Tony Parker Adéquat Academy. Elijah Hoard poursuit sa formation. Leah Hoard, quant à elle, suit la voie tracée de ses aînés en intégrant le centre de formation du BLMA (Basket Lattes Montpellier Méditerranée Métropole Association).

## Palmarès

### Sélection nationale
Championnat du monde
- 9e du Championnat du monde 1994 en Australie

Championnat d'Europe
- Médaille d'argent du Championnat d'Europe 1993 en Italie

Autres
- Début en équipe de France A le 6 mai 1991 à Steyr contre l'équipe du Portugal
- Dernière sélection le 7 juin 1994 à Sydney contre l'équipe de Taïwan[4].